# Wolfblood – Verwandlung bei Vollmond
Wolfblood – Verwandlung bei Vollmond (Originaltitel Wolfblood) ist eine britische Mystery-Jugendserie, die in Zusammenarbeit von CBBC und dem ZDF von 2012 bis 2017 produziert wurde. Die Serie handelt von den zwei Teenagern Maddy Smith und Rhydian Morris und zeigt, wie sie ihr Doppelleben zwischen Mensch und Werwolf („Wolfsblut“) leben, und ihr Geheimnis vor der Außenwelt verbergen.

## Handlung
Die 13-jährige Maddy Smith lebt mit ihren Eltern in der englischen Kleinstadt Stoneybridge. Doch keiner im Örtchen weiß, dass Maddys Eltern anders sind. Sie sind Wolfsblüter, halb Mensch, halb Wolf. Bei Vollmond oder Stress und Aufregung verwandeln sie sich in Wölfe. Maddy und ihre besten Freunde Shannon Kelly und Tom Okinawa sind Außenseiter ihrer Schule. Doch Maddys Leben ändert sich schlagartig, als Rhydian Morris neu an ihre Schule kommt. Sie bemerkt sofort, dass er anders ist als die anderen. Als sie mit ihm alleine in der Dunkelkammer des Foto-Clubs ist, verwandelt sich Rhydian in einen Wolf, genauso wie Maddys Eltern. Sie erzählt den anderen, dass Rhydian ein entfernter Cousin sei. Doch Rhydian sorgt ziemlich schnell für einige Aufregung in Stoneybridge.

## Produktion
Die Idee für die Serie entstand als Debbie Moon in einem Buchladen die Wörter Wolf (dt. Wolf) und Blood (dt. Blut) las. Sie führte die zwei Wörter zusammen und entwickelte eine Serie dazu. Sie stellte die Serie BBC vor, die die Serie in eine Jugendserie umwandelten und entschieden, sie bei dem Jugendsender CBBC auszustrahlen. Im März 2012 wurden Aimee Kelly und Bobby Lockwood für die Hauptrollen gecastet. Gedreht wurde im Nordosten Englands an der Charles Thorp Comprehensive School und in den Wäldern und der Umgebung von Rowlands Gill von Februar bis Mai 2012. Die visuellen Effekte wurden von der Münchner Trixter Film hergestellt.
Die erste Staffel lief zwischen dem 10. September und dem 22. November 2012 auf dem britischen Jugendsender CBBC. Im Dezember 2012 gab CBBC die Produktion einer zweiten Staffel bekannt, die von 9. September 2013 bis 21. Oktober 2013 auf CBBC ausgestrahlt wurde. Nach Ausstrahlung des Staffelfinales kündigten Leona Vaughan und Debbie Moon für Herbst 2014 eine dritte Staffel an. Diese wurde vom 15. September bis zum 27. Oktober 2014 im CBBC ausgestrahlt. Die vierte Staffel, diesmal mit der alleinigen Hauptdarstellerin Leona Kate Vaughan als Jana, wurde April 2016 im CBBC ausgestrahlt.
In Deutschland wurde die erste Staffel zwischen dem 25. Februar und dem 6. März 2013 auf KiKA und vom 24. März bis zum 16. Juni 2013 im ZDF ausgestrahlt. Die zweite Staffel folgte vom 24. Februar bis zum 11. März 2014 im KiKA. Jeweils im Anschluss wurde die zugehörige Dokusendung Wolfblood entschlüsselt ausgestrahlt. Amazon Instant Video bietet Staffel 1 bis 4 als Video-on-Demand an.

## Besetzung
Die deutsche Synchronisation entsteht bei der Synchronfirma Antares Film GmbH in Berlin.
| Hauptfigur             | Darsteller              | Auftritte | Deutscher Sprecher |
| ---------------------- | ----------------------- | --------- | ------------------ |
| Madeline „Maddy“ Smith | Aimee Kelly             | 1.01–2.13 | Laura Maire        |
| Rhydian Morris         | Bobby Lockwood          | 1.01–3.13 | Tobias Kern        |
| Thomas „Tom“ Okinawa   | Kedar Williams-Stirling | 1.01–3.13 | Roman Wolko        |
| Shannon Kelly          | Louisa Connolly-Burnham | 1.01–3.13 | Caroline Combrinck |
| Jana                   | Leona Kate Vaughan      | 2.01–5.10 | Farina Brock       |
| Terrence „TJ“ Cipriani | Louis Payne             | 4.01–5.10 | Benjamin Krause    |
| Matei Covaci           | Jack Brett Anderson     | 4.01–5.10 |                    |
| Emilia Covaci          | Sydney Wade             | 4.01–5.10 |                    |
| Selina Khan            | Rukku Nahar             | 4.02–5.10 | Julia Rosa Peer    |
| Imara Cipriani         | Michelle Gayle          | 4.01–5.10 | Angela Wiederhut   |

| Nebenfigur            | Darsteller               | Auftritt             | Deutscher Sprecher  |
| --------------------- | ------------------------ | -------------------- | ------------------- |
| Daniel Smith          | Marcus Garvey            | 1.01–2.13            | Thomas Wenke        |
| Emma Smith            | Angela Lonsdale          | 1.01–2.13            | Tatjana Pokorny     |
| Katrina               | Gabrielle Green          | 1.01–5.10            | Jacqueline Belle    |
| Kay                   | Shorelle Hepkin          | 1.01–5.10            | Shandra Schadt      |
| Liam                  | Niek Versteeg            | 1.01–3.13            | Tim Schwarzmaier    |
| Bernie                | Bill Fellows             | 1.01–1.13            | Dieter Memel        |
| Kara                  | Rachel Teate             | 1.01–5.10            | Katharina Iacobescu |
| Jimi Chen             | Jonathan Raggett         | 1.01–3.13            | Johannes Wolko      |
| Sam                   | Nahom Kassa              | 1.01–5.10            | Max Felder          |
| Mr Tim Jeffries       | Mark Fleischmann         | 1.01–5.10            | Oliver Mink         |
| Miss Parish           | Clara Onyemere           | 1.01–5.10            | Ute Bronder         |
| Miss Fitzgerald       | Ursula Holden Gill       | 1.03–5.10            |                     |
| Dr. Rebecca Whitewood | Effie Woods Letty Butler | 2.01–2.13 3.01–5.10  |                     |
| Harry Averwood        | Dean Bone                | St. 2–5              |                     |
| Aran                  | Cerith Flinn             | St. 2–5              |                     |
| Alric                 | Alun Raglan              | St. 2–5              |                     |
| Meinir                | Lisa Marged              | St. 2–5              |                     |
| Dacia Turner          | Mandeep Dhillon          | 3.01–3.13            |                     |
| Victoria Sweeney      | Jacqueline Boatswain     | 3.01–3.13            |                     |
| Kincaid               | Shaun Dooley             | 3.01–3.13            |                     |
| Hannah                | Sydney Craven            | 4.02–5.10            |                     |
| Robyn                 | Natasha Goulden          | 4.01–5.10            | Eva-Maria Reichert  |
| Madoc                 | Fraser James             | 4.09, 4.10 5.06–5.10 |                     |
| Joshua Hartington     | Andrew Scarborough       | 5.01–5.10            |                     |
| Hafren                | Laura Greenwood          | 5.01                 |                     |

## Episodenliste

### Staffel 1
| Nr. (ges.) | Nr. (St.) | Deutscher Titel          | Originaltitel           | Premiere UK   | Dt. Premiere D |
| ---------- | --------- | ------------------------ | ----------------------- | ------------- | -------------- |
| 1          | 1         | Der Neue                 | Lone Wolf               | 10. Sep. 2012 | 25. Feb. 2013  |
| 2          | 2         | Verräterische Spuren     | Mysterious Developments | 11. Sep. 2012 | 25. Feb. 2013  |
| 3          | 3         | Falscher Verdacht        | Family Ties             | 17. Sep. 2012 | 26. Feb. 2013  |
| 4          | 4         | Gefährliche Beobachtung  | Cry Wolf                | 18. Sep. 2012 | 26. Feb. 2013  |
| 5          | 5         | Maddys erste Verwandlung | Occam's Razor           | 24. Sep. 2012 | 27. Feb. 2013  |
| 6          | 6         | Dancing Queen            | Maddy Cool!             | 25. Sep. 2012 | 27. Feb. 2013  |
| 7          | 7         | Blutproben               | Dark Moon               | 1. Okt. 2012  | 28. Feb. 2013  |
| 8          | 8         | Shannon gibt nicht auf   | Wolfsbane               | 2. Okt. 2012  | 28. Feb. 2013  |
| 9          | 9         | In der Zelle             | A Quiet Night In        | 8. Okt. 2012  | 4. März 2013   |
| 10         | 10        | Schwierige Entscheidung  | The Call of the Wild    | 9. Okt. 2012  | 4. März 2013   |
| 11         | 11        | Eolas                    | Eolas                   | 15. Okt. 2012 | 5. März 2013   |
| 12         | 12        | In der Falle             | Caged                   | 16. Okt. 2012 | 5. März 2013   |
| 13         | 13        | Das Versprechen          | Irresistible            | 22. Okt. 2012 | 6. März 2013   |

### Staffel 2
| Nr. (ges.) | Nr. (St.) | Deutscher Titel               | Originaltitel             | Premiere UK   | Dt. Premiere D |
| ---------- | --------- | ----------------------------- | ------------------------- | ------------- | -------------- |
| 14         | 1         | Der Leitwolf                  | Leader of the Pack        | 9. Sep. 2013  | 24. Feb. 2014  |
| 15         | 2         | Das Mädchen aus dem Nirgendwo | The Girl from Nowhere     | 10. Sep. 2013 | 25. Feb. 2014  |
| 16         | 3         | Groß-Groß-Großonkel William   | Grave Consequences        | 16. Sep. 2013 | 26. Feb. 2014  |
| 17         | 4         | Mondfinsternis                | Total Eclipse of the Moon | 17. Sep. 2013 | 27. Feb. 2014  |
| 18         | 5         | Lug und Trug                  | Ancient Grudge            | 23. Sep. 2013 | 3. März 2014   |
| 19         | 6         | Mitwisser                     | Mottled Poppy             | 24. Sep. 2013 | 4. März 2014   |
| 20         | 7         | Wahlkampf                     | Top Dog                   | 30. Sep. 2013 | 5. März 2014   |
| 21         | 8         | Gefährliche Dateien           | Desperate Measures        | 1. Okt. 2013  | 5. März 2014   |
| 22         | 9         | Discofieber                   | Dances with Wolfbloods    | 7. Okt. 2013  | 6. März 2014   |
| 23         | 10        | Die Werwolfhöhle              | Fall of the Wild          | 8. Okt. 2013  | 6. März 2014   |
| 24         | 11        | Janas Abschied                | Best of Both Worlds       | 14. Okt. 2013 | 10. März 2014  |
| 25         | 12        | Untertage                     | Going Underground         | 15. Okt. 2013 | 10. März 2014  |
| 26         | 13        | Aufgeflogen                   | The Discovery             | 21. Okt. 2013 | 11. März 2014  |

### Staffel 3
| Nr. (ges.) | Nr. (St.) | Deutscher Titel                 | Originaltitel                     | Premiere UK   | Dt. Premiere D |
| ---------- | --------- | ------------------------------- | --------------------------------- | ------------- | -------------- |
| 27         | 1         | Der Wolfsblut-Konzern           | Ulterior Motives                  | 15. Sep. 2014 | 26. Aug. 2018  |
| 28         | 2         | Jana muss leben                 | Alpha Material                    | 16. Sep. 2014 | 2. Sep. 2018   |
| 29         | 3         | Der Wilderer                    | With Friends like These           | 22. Sep. 2014 | 9. Sep. 2018   |
| 30         | 4         | Wolfsblut ist dicker als Wasser | Wolfblood Is Thicker than Water   | 23. Sep. 2014 | 9. Sep. 2018   |
| 31         | 5         | Aus lang vergangener Zeit       | The Dark Ages                     | 29. Sep. 2014 | 16. Sep. 2018  |
| 32         | 6         | Der Morwal                      | Who's Afraid of the Big Bad Wolf? | 30. Sep. 2014 | 16. Sep. 2018  |
| 33         | 7         | Lauter Lügen                    | Wolves Amongst Us                 | 6. Okt. 2014  | 30. Sep. 2018  |
| 34         | 8         | Eisfeuer                        | Dark of the Rune                  | 7. Okt. 2014  | 30. Sep. 2018  |
| 35         | 9         | Das Serum                       | The Cure                          | 13. Okt. 2014 | 7. Okt. 2018   |
| 36         | 10        | Toms Verwandlung                | The Cult of Tom                   | 14. Okt. 2014 | 14. Okt. 2018  |
| 37         | 11        | Revierkampf                     | The Suspicions of Mr Jeffries     | 20. Okt. 2014 | 14. Okt. 2018  |
| 38         | 12        | Zerberus                        | Cerberus                          | 21. Okt. 2014 | 21. Okt. 2018  |
| 39         | 13        | Mondaufgang                     | Moonrise                          | 27. Okt. 2014 | 21. Okt. 2018  |

### Staffel 4
| Nr. (ges.) | Nr. (St.) | Deutscher Titel          | Originaltitel        | Premiere UK   | Dt. Premiere D |
| ---------- | --------- | ------------------------ | -------------------- | ------------- | -------------- |
| 40         | 1         | Befreiungsaktion         | Captivity            | 8. März 2016  | –              |
| 41         | 2         | Jana bleibt sich treu    | A Long Way From Home | 8. März 2016  | –              |
| 42         | 3         | Das Ultimatum            | Wolfblood Ultimatum  | 15. März 2016 | –              |
| 43         | 4         | Meinirs Wolf             | Morwal               | 16. März 2016 | –              |
| 44         | 5         | Kampfkünste              | The Quiet Hero       | 22. März 2016 | –              |
| 45         | 6         | Teamarbeit               | She-Wolf             | 23. März 2016 | –              |
| 46         | 7         | In die Falle gelockt     | Sheep’s Clothing     | 29. März 2016 | –              |
| 47         | 8         | Zu früh für die Wahrheit | Where Wolf           | 30. März 2016 | –              |
| 48         | 9         | Ausflug in die Wildnis   | Into The Wild        | 5. Apr. 2016  | –              |
| 49         | 10        | Missbrauchtes Vertrauen  | The Wild At Heart    | 6. Apr. 2016  | –              |
| 50         | 11        | Wölfe, Lügen und Video   | Viral                | 12. Apr. 2016 | –              |
| 51         | 12        | Protokoll 5              | Protocol 5           | 13. Apr. 2016 | –              |

### Staffel 5
| Nr. (ges.) | Nr. (St.) | Deutscher Titel            | Originaltitel             | Premiere UK   | Dt. Premiere D |
| ---------- | --------- | -------------------------- | ------------------------- | ------------- | -------------- |
| 52         | 1         | Die Zeit danach            | Brave New World           | 27. Feb. 2017 | –              |
| 53         | 2         | Die Liste                  | The Once And Future Alpha | 6. März 2017  | –              |
| 54         | 3         | Der magische Halsreif      | The Dawnus Torc           | 13. März 2017 | –              |
| 55         | 4         | Das geheimnisvolle Symbol  | The Shadow In The Light   | 20. März 2017 | –              |
| 56         | 5         | Verschwörung               | Humans                    | 27. März 2017 | –              |
| 57         | 6         | Der letzte Neumond         | The Last Dark Moon        | 3. Apr. 2017  | –              |
| 58         | 7         | Zwischen den Welten        | Torn                      | 10. Apr. 2017 | –              |
| 59         | 8         | Blydissiad                 | The One Who Sees          | 17. Apr. 2017 | –              |
| 60         | 9         | Der Krieg mit den Menschen | The War With The Humans   | 24. Apr. 2017 | –              |
| 61         | 10        | Gemeinsam sind wir stark   | United We Stand           | 1. Mai 2017   | –              |